# Normoblast
Een normoblast ontstaat tijdens de erytropoëse en is een voorloper van de rode bloedcel. De normoblast ontstaat uit de orthochromatische erytroblast. Normoblasten hebben slechts weinig ribosomen, maar grotere hoeveelheden van het ijzer opslaande proteïne ferritine. In vergelijking met erytroblasten zijn ze kleiner en hebben ze nog een celkern. De celkern verschrompelt meer en meer en beweegt zich naar de buitenkant van de cel. Ten slotte wordt de celkern met een dunne ommanteling van celplasma uit de cel gestoten en ontstaat de reticulocyt.
Bij normoblastosis worden abnormale hoeveelheden normoblasten gevormd.
Bij ernstige bloedarmoede komen normoblasten ook in het bloed voor.
Een erytroblast wordt ook wel een normoblast genoemd, alhoewel de normoblast in een iets later stadium van de erytropoëse ontstaat.

## Overzichthematopoëtische stamcelrode beenmerg
| Hematopoëse            | Hematopoëse          | Hematopoëse            | Hematopoëse | Hematopoëse | Hematopoëse | Hematopoëse | Hematopoëse | Hematopoëse     | Hematopoëse    |
| ---------------------- | -------------------- | ---------------------- | ----------- | ----------- | ----------- | ----------- | ----------- | --------------- | -------------- |
| Leukopoëse             | Leukopoëse           | Leukopoëse             | Leukopoëse  | Leukopoëse  | Leukopoëse  | Leukopoëse  | Leukopoëse  | Erytropoëse     | Trombopoëse    |
| Myeloblast             | Myeloblast           | Myeloblast             | Monoblast   | Lymfoblast  | Lymfoblast  | Lymfoblast  |             | Pro-erytroblast | Megakaryoblast |
| Myeloblast             | Myeloblast           | Myeloblast             | Monoblast   | Lymfoblast  | Lymfoblast  | Lymfoblast  | Erytroblast |                 | Megakaryoblast |
| Myeloblast             | Myeloblast           | Myeloblast             | Monoblast   | Lymfoblast  | Lymfoblast  | Lymfoblast  | Normoblast  |                 | Megakaryoblast |
| Promyelocyt            | Promyelocyt          | Promyelocyt            | Monocyt     | Lymfocyt    | Lymfocyt    | Lymfocyt    | Reticulocyt | Megakaryocyt    |                |
| Neutrofiele granulocyt | Basofiele granulocyt | Eosinofiele granulocyt | Macrofaag   | B-cel       | T-cel       | NK-cel      | Mastocyt    | Erytrocyt       | Trombocyt      |